# Алвијано
Алвијано (итал. Alviano) је насеље у Италији у округу Терни, региону Умбрија.
Према процени из 2011. у насељу је живело 388 становника. Насеље се налази на надморској висини од 271 м.

## Становништво
Према резултатима пописа становништва 2011. у општини је живело 1.514 становника.
| 1931. | 1936. | 1951. | 1961. | 1971. | 1981. | 1991. | 2001. | 2011. |
| ----- | ----- | ----- | ----- | ----- | ----- | ----- | ----- | ----- |
| 1.463 | 1.561 | 1.595 | 1.511 | 1.499 | 1.382 | 1.398 | 1.508 | 1.514 |

## Партнерски градови
- Daone
- Вајнори
- Ondara